# Trypetisoma lobion
Trypetisoma lobion är en tvåvingeart som beskrevs av Kim 1994. Trypetisoma lobion ingår i släktet Trypetisoma och familjen lövflugor. Inga underarter finns listade i Catalogue of Life.